# Català a Malta

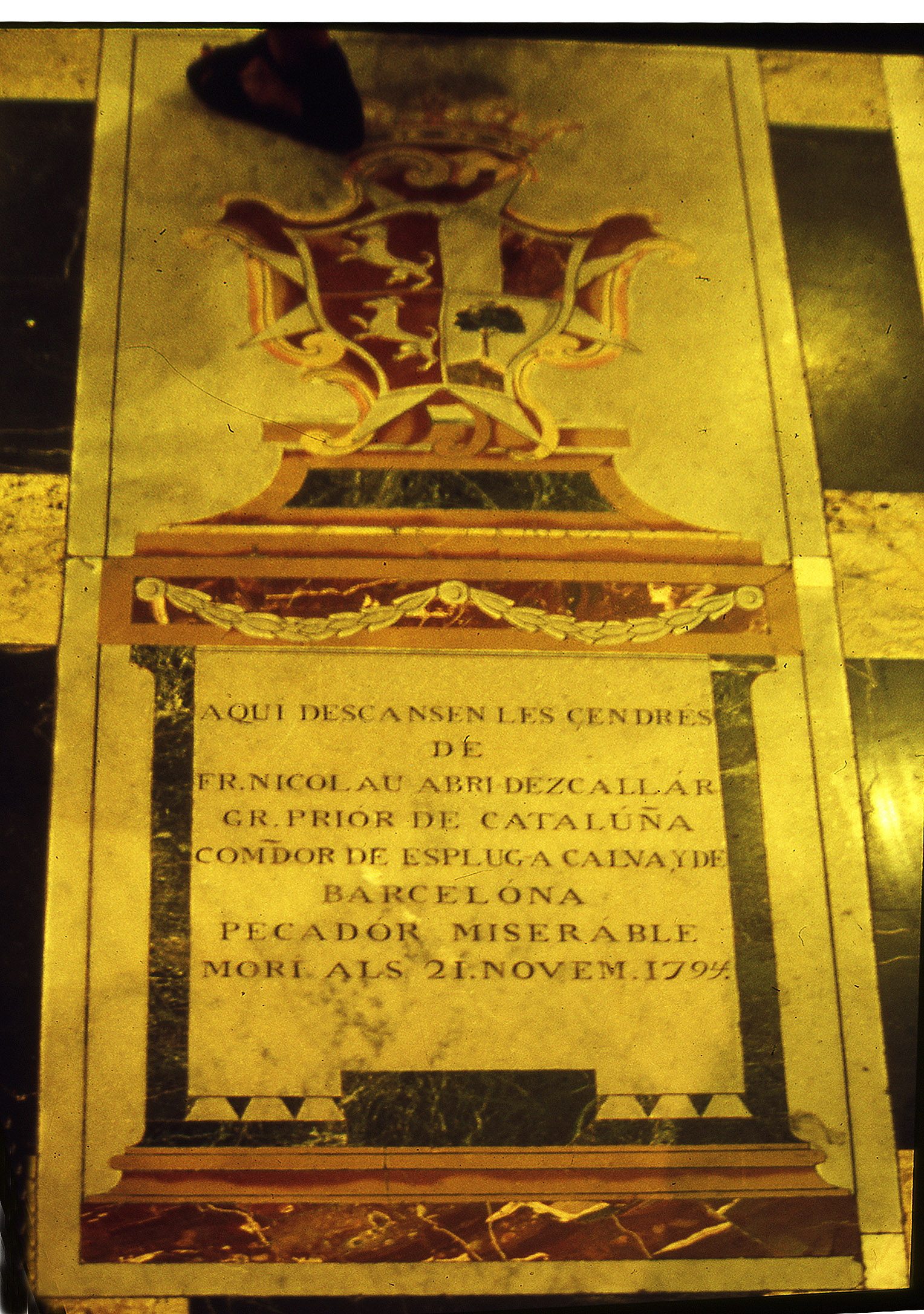
Làpida sepulcral de Nicolau Abrí Descatllar a l'església de Sant Joan de La Valletta

El català va ser una llengua d'ús habitual a Malta durant bona part de l'edat mitjana i la moderna, si més no entre les elits civils, eclesiàstiques i militars de l'illa. Malgrat que al llarg de la història s'han presentat pocs estudis sobre la qüestió, d'ençà de la dècada del 2000 diversos científics catalans han posat en relleu la visible empremta del català en el maltès actual, un fet que atribueixen a la pertinença de Malta a la Corona d'Aragó durant més de dos segles i el seu posterior pas a mans de l'Orde de Sant Joan de Jerusalem, molts dels dirigents del qual eren catalans.
Pel que fa a la presència i pervivència de la llengua catalana dins la societat maltesa, per bé que se'n desconeixen l'abast i la durada, diversos indicis fan pensar que va ser llarga. A Malta s'hi conserva una inscripció sepulcral en català que data de novembre del 1794, cosa que d'una banda prova la normalitat de l'ús d'aquesta llengua a l'illa encara en aquella època i, de l'altra, constitueix una anomalia diacrònica dins la història de la llengua catalana, considerant que aquesta havia estat bandejada de l'ús oficial a tots els territoris de la Monarquia Hispànica després dels Decrets de Nova Planta.

## Context històric
Malta i Gozo, les dues illes principals del petit arxipèlag maltès, conserven nombroses restes megalítiques. Durant l'antiguitat van ser dominades pels cartaginesos, romans, vàndals, ostrogots, romans d'Orient i, des del segle ix, pels àrabs. Aquests darrers van colonitzar l'illa a partir de mitjan segle xi amb pobladors procedents probablement de Sicília que hi van dur la religió musulmana i la llengua àrab local, de tipus magrebí. El 1071, els normands ocuparen Malta i Sicília i ajuntaren ambdues illes dins el Regne de Sicília. El 1266, aquest Regne passà a mans del Casal d'Anjou.

### Malta dins la Corona d'Aragó (1283-1530)

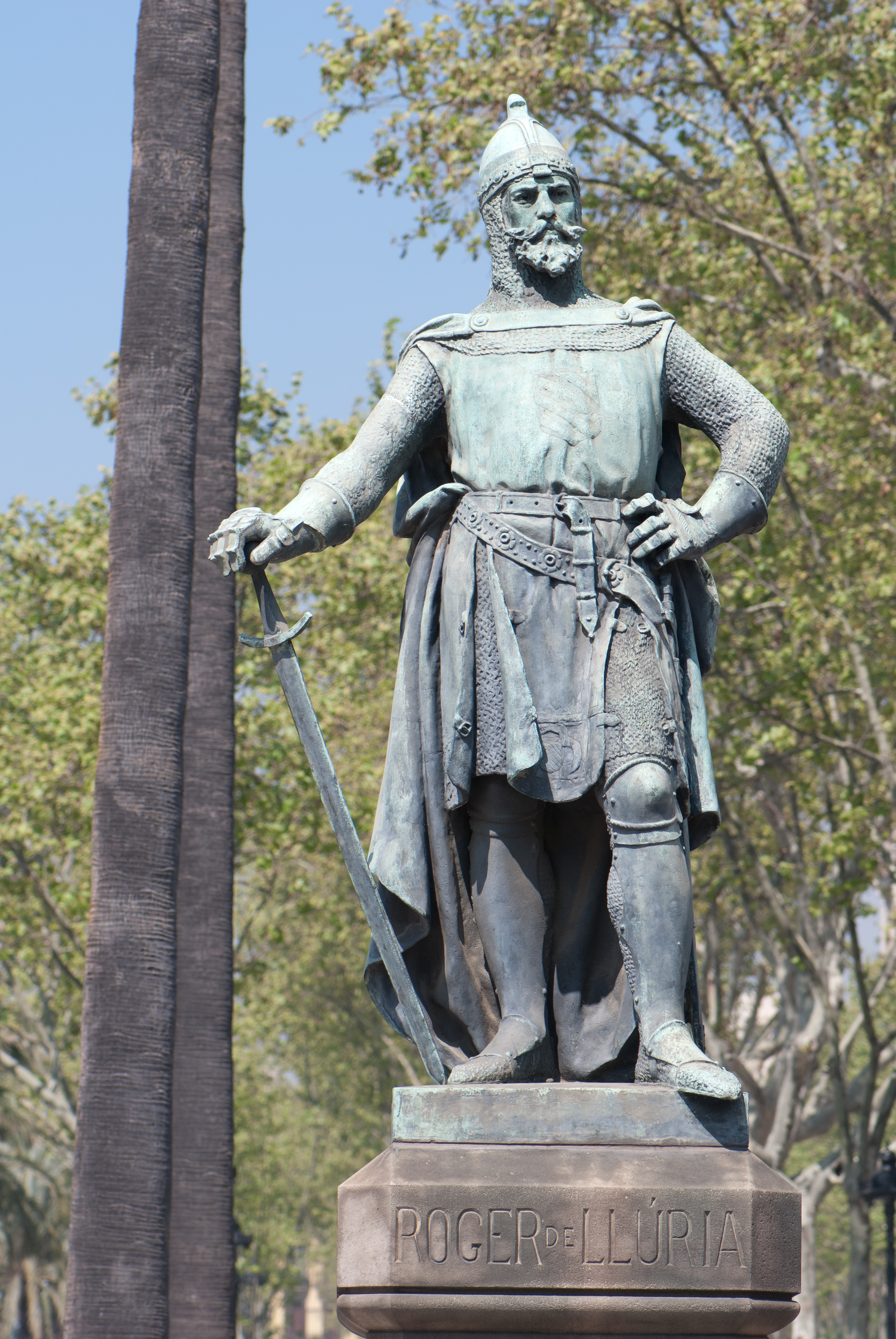
Roger de Llúria, vencedor al combat de Malta el 1283

Després de les Vespres Sicilianes de 1282 i la intervenció de Pere el Gran, esclatà la Guerra de Sicília entre la Corona d'Aragó i la Casa d'Anjou. Els estols navals d'aquestes dues potències s'enfrontaren al combat de Malta el 8 de juny de 1283. Les forces catalanoaragoneses, comandades per l'almirall Roger de Llúria, derrotaren els angevins i conqueriren les illes de Malta, Gozo i Lipari. Ramon Muntaner recollí aquells fets a la seva Crònica:
| «                                                  | E llauors lalmirall entra dins la ciutat [de Malta] ab tota la gent, e pres homenatge dells e de tota la illa, e lexals bons CC homens de Cathalans quils defensassen dels homens del castell;[..]anassen a la illa del Goy e combate la vila[..]en Roger entra dins a reebre sagrament e omenatge, e llexa li per guarda del castell qui es ab la vila ensemps C Cathalans. | » |
| — Ramon Muntaner, Crònica (1325-1328), cap. LXXXIV | |   |

Des d'aleshores, Malta i Gozo formaren part de la Corona d'Aragó, inicialment mantenint l'antic títol de Comtat de Malta i, des del 1350, com a part del Regne de Sicília. L'afluència de catalans, especialment comerciants, va fer que el 1345 es creés el Consolat Català de Malta. Molts dels cognoms d'aquells pobladors (Soler, Cardona, Abella) són encara habituals a l'arxipèlag, en alguns casos amb canvis ortogràfics o fonètics: George Abela, president de la República de Malta del 2009 al 2014, duu un cognom que té l'origen a la nissaga baronial d'Abella (Pallars Jussà).

### Sota l'Orde de Malta (1530-1798)

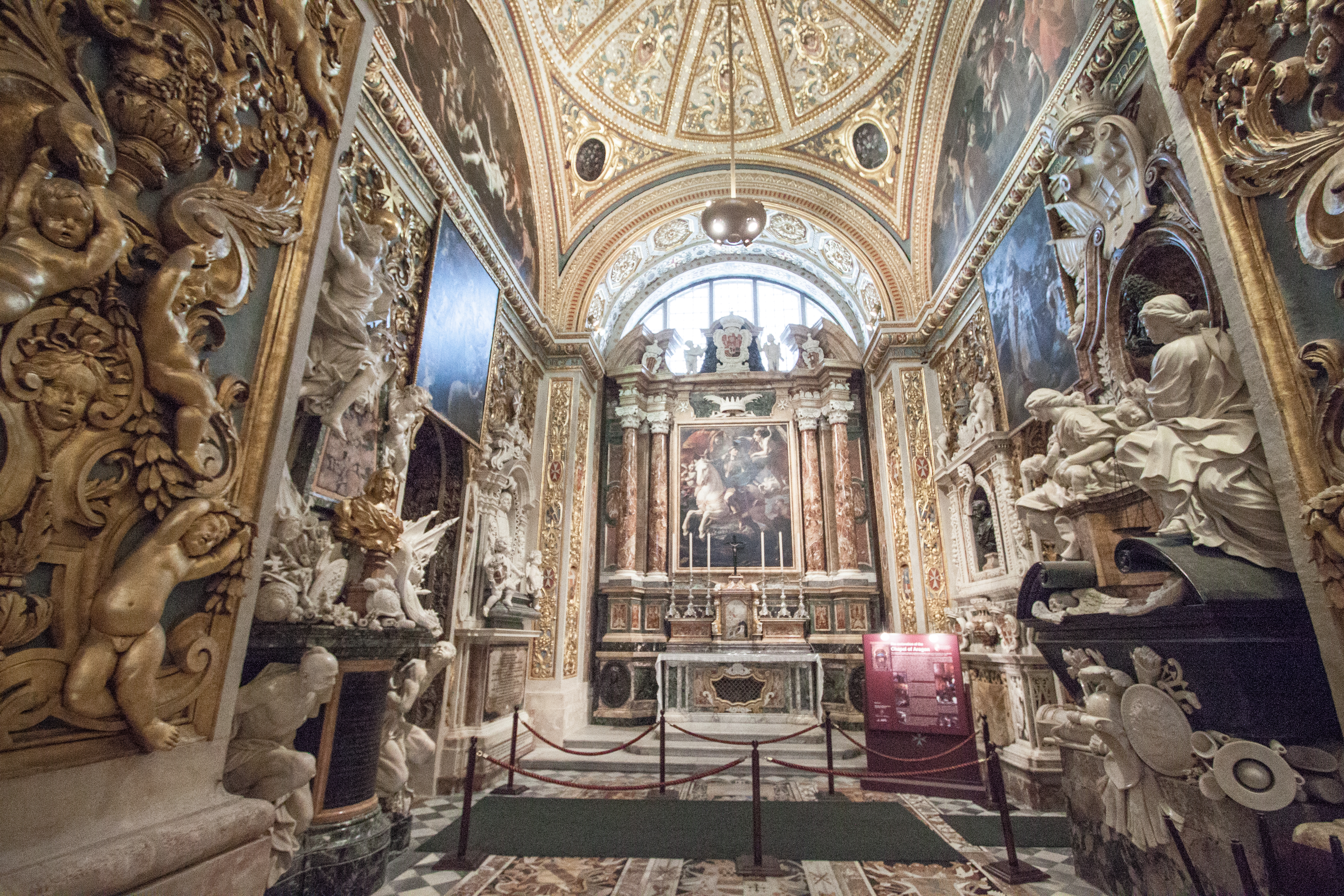
Capella de la Llengua d'Aragó a la cocatedral de Sant Joan (La Valletta). Dalt de la imatge de Sant Jordi s'hi veuen tres escuts catalans.

El 1530, Carles V cedí Malta i Gozo a l'Orde de Sant Joan de Jerusalem, altrament dit Orde Hospitaler (els membres del qual havien estat expulsats de Rodes per l'Imperi Otomà el 1522) a perpetuïtat, a canvi del pagament simbòlic d'un falcó maltès cada any. Aquest orde monàstic militant, conegut des de llavors com a l'Orde de Malta, governà les illes fins al 1798, en què Napoleó les conquerí i les tropes franceses ocuparen Malta.
L'Orde de Malta es dividia en vuit "llengües" o nacions, en què s'agrupaven els cavallers segons la seva procedència: França, Alvèrnia, Provença, Aragó (que incloïa Navarra), Castella i Lleó (que incloïa Portugal), Itàlia, Alemanya i Anglaterra. Cada llengua comptava amb la seva residència, anomenada alberg. Els cavallers catalans de la llengua d'Aragó utilitzaren com a únic idioma oficial el català.
Malta va estar, doncs, directament o indirecta, més de cinc segles en relació amb la llengua catalana: 247 anys sota el control de la Corona d'Aragó (1283-1530) i 268 més (1530-1798) sota el de l'Orde de Malta, un orde que fou dirigit en diverses etapes per cavallers de la 'Llengua d'Aragó'. En concret, durant aquella segona etapa, els Cavallers de Malta van ser liderats per Grans Mestres d'aquesta llengua un total de 87 anys. Sis dels vuit Grans Mestres de l'Orde pertanyents a la llengua d'Aragó eren originaris de la Corona d'Aragó (quatre d'ells, de terres de parla catalana): Joan d'Omedes (1536-1553), Martín Garzez (1595-1601), Rafael Cotoner (1660-1663), Nicolau Cotoner (1663-1680), Ramon de Perellós (1697-1720) i Ramon Despuig (1736-1741). La influència dels Grans Mestres catalans fou notable, especialment la de Nicolau Cotoner, que va fer bastir la principal línia de fortificacions de Malta, coneguda encara avui amb el nom de "la Cotonera" (Cottonera Lines).
També van ser de parla catalana, concretament mallorquins, tres bisbes de Malta, un d'ells abans de l'època dels hospitalers. D'altra banda, al segle xviii hi havia comerciants maltesos a Barcelona, i es troben també cognoms de Malta a la Mallorca del segle xix.

### Del domini britànic a la independència
El 1800, l'armada britànica derrotà els francesos i les tropes napoleòniques, que havien ocupat l'illa dos anys abans, foren expulsades de l'arxipèlag. Malta esdevingué aleshores un protectorat britànic i romangué dins l'Imperi Britànic fins que el 1964 obtingué la independència.

### El maltès

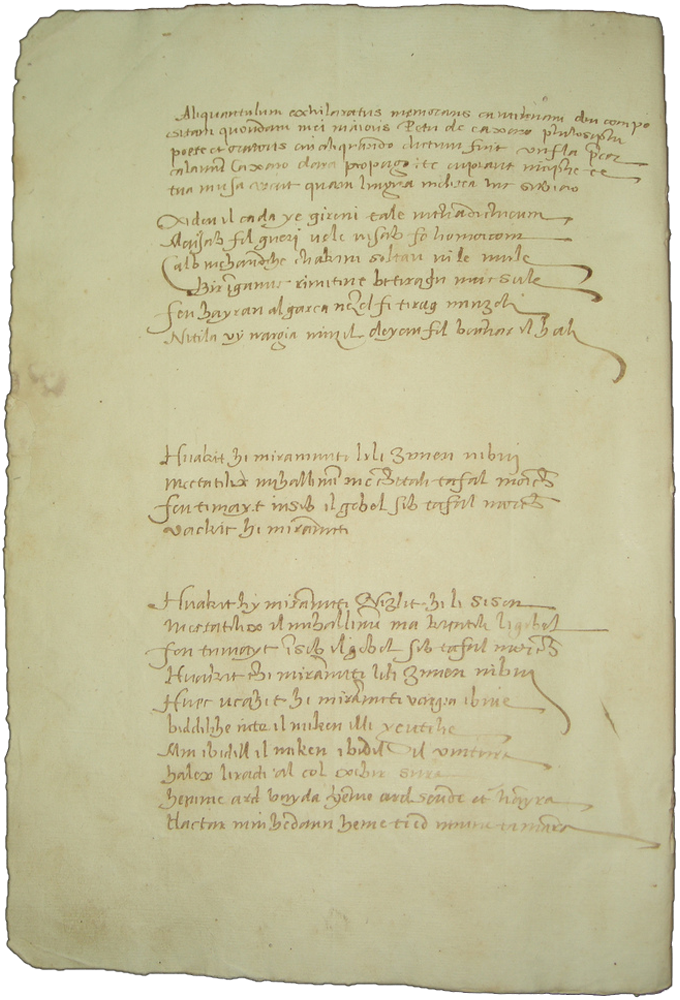
Il-Kantilena, el text en maltès més antic conservat

El maltès és una llengua semítica alterada per la superposició d'una gran quantitat de vocabulari romànic sobre una gramàtica i una fonologia àrabs (el lèxic maltès d'origen romànic es quantifica en un 30-50%, la resta és d'origen semític). L'alfabet és llatí i s'hi palesa la gran influència del sicilià i d'altres llengües com l'àrab o l'italià. L'anglès també ha influït en la llengua maltesa i darrerament s'apunta que també ho ha fet el català. La influència de la llengua catalana, però, no ha estat mai investigada en profunditat.
Arribats al segle xix, el maltès havia iniciat un procés de substitució lingüística, tant pel fet que determinades classes socials utilitzaven extensament l'italià (i abans el sicilià) com perquè l'influx romànic, tant sintàctic i fonètic com, sobretot, lèxic, era tan fort que el parlar de Malta havia deixat de ser àrab i s'havia convertit en una veritable llengua mixta. Les circumstàncies polítiques, però, van fer que aquesta nova parla, el maltès, sentida com a pròpia i original per la població, cristal·litzés en l'única llengua semítica autòctona d'Europa.
Actualment, prop del 100% de la població parla el maltès i el 88% domina l'anglès (un 10% dels maltesos el tenen com a primera llengua), les dues úniques llengües oficials al país. Menys d'un 5% de la població parla àrab o sicilià. L'italià fou oficial abans del 1930 i és conegut pel 66% de la població.

## Influència del català en el maltès

### Estat de la qüestió
La influència de la llengua catalana sobre la maltesa no ha estat gaire estudiada. Recentment, els lingüistes Ignasi Badia (2004), Lluís de Yzaguirre (2008), Carles Castellanos i Carles Biosca (2014-2018) i Jordi Bilbeny (2022) n'han publicat algunes aproximacions. A banda, el biòleg Pere Alzina publicà un estudi el 2011 en què demostrava que bona part dels noms d'ocell en maltès són de clar origen català. De Yzaguirre recollí més d'un centenar de mots amb un origen català altament probable, entre ells abbokkament, anell, antik, ark, armirall, assalt, fanal, gwardarobba, kap, kastig, kor, korda, moll, moviment, nom, porpra, pronom, sever, sitwat, tir, tirabuxù i tramuntana. Per la seva banda, Pere Alzina afirmava haver-ne trobat més de mil, alguns dels quals s'escriuen igual en ambdues llengües: accident, barber, brillant, falliment, ferm o serp entre d'altres.

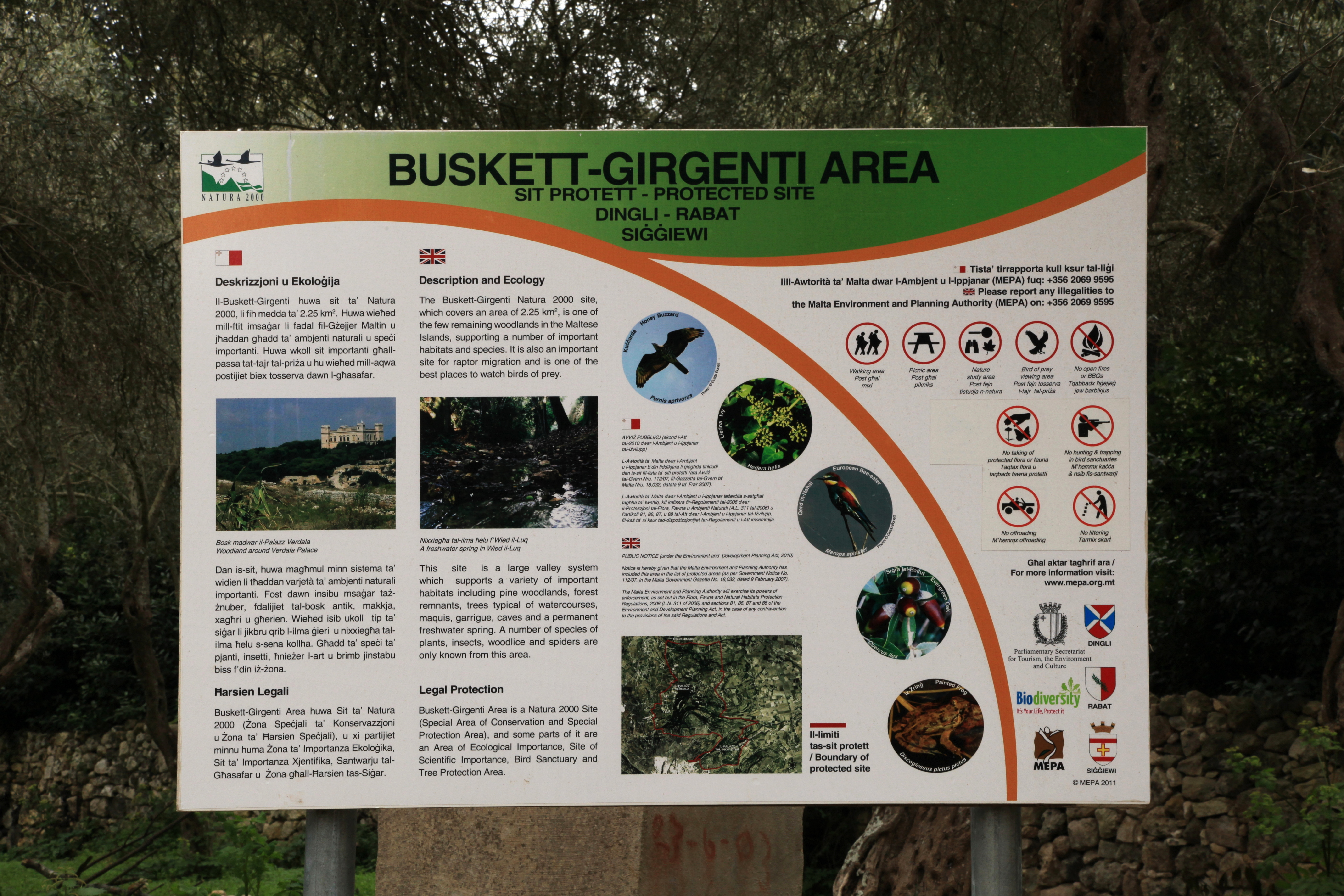
Rètol als jardins dIl-Buskett, a Siġġiewi

La lingüística maltesa no acostuma, però, a considerar la possibilitat que arribessin gaire catalans a l'arxipèlag i els autors, davant possibles manlleus del català, opten sempre per atribuir-los al sicilià, a l'italià, al francès o a l'occità/provençal, quan no a l'anglès. Els estudiosos del maltès francesos i italians, al seu torn, acostumen a atribuir qualsevol possible manlleu a l'italià-toscà (la llengua d'un país que mai no ha tingut la sobirania de Malta) o bé, quan el mot no coincideix amb aquesta llengua, a "alguna altra llengua itàlica", sense especificar. Cap d'ells, doncs, no pren en consideració la influència del català en el sicilià de l'època (Sicília va estar sota dominació catalana directa tants anys com Malta, 248) i tots menystenen el fet que el domini normando-angeví de l'arxipèlag (191 anys) fou de menor durada que el de la Corona d'Aragó, fins i tot sense comptar amb l'etapa Hospitalària. D'altra banda, decidir si un mot determinat és d'origen provençal o català és sempre una qüestió complicada, més encara si es tracta d'una època tan llunyana com el segle xiii.

#### Sobre l'occità
Segons Carles Castellanos i Carles Biosca, que publicaren treballs sobre la qüestió entre el 2014 i el 2018, la llengua maltesa ha rebut influències considerables del grup lingüístic occitano-català, sense especificar. A parer seu, caldria verificar l'existència d'una població significativa de procedència occitana i catalana al llarg dels segles XIII, XIV i XV a Malta. Diverses fonts expliquen que al segle xiii hi havia almenys 450 soldats occitans i catalans (les forces que hi deixà Roger de Llúria més els occitans que ja hi havia de l'època angevina), una quantitat considerable si la comparem amb les dades totals de població de l'època (vora 500 occitans i catalans en una població de poc més de 1.000 persones).
Com s'ha dit, de les vuit llengües de l'Orde de Malta n'hi havia tres de llengua catalana o occitana: Aragó, Provença i Alvèrnia. A banda, la llengua d'Itàlia comptava amb set "priorats" (Llombardia, Roma, Venècia, Pisa, Capua, Barletta i Messina), dos dels quals, Llombardia i Venècia, pertanyen a àrees lingüísticament gal·loromàniques.

### Lèxic compartit
L'any 2008, el lingüista Lluís de Yzaguirre va publicar un estudi sobre la relació del maltès amb el català en què aportava una llista de 154 mots, triats a l'atzar dins un diccionari de maltès actual, que considerava de molt probable origen català. Són paraules que abasten tota mena de camp semàntic, com poden ser professions, edificis, noms de peixos, begudes, objectes o carrers (com ara el carrer de Punent, el carrer de Tramuntana o el carrer de Lvant). La llista és la següent:

abbokkament, abbonat, abbonda, abbord, abborriment, abbraċċ, adult, aġġorna, aġitat, agonizzant, agulja, ajjutant, ajru, akkademikament, akkoljenza, akkużat, akkwadirraża, akrobatikament, akut, alba, alfier, aljena, aljoli, alkova, altrimenti, allegat, ambaxxata, ammess, amministrat, anċova, andana, anell, antik, antikament, antikwat, antiporta, ark, armirall, assalt, assassin, assidwament, astut, avarija, avukat, avviż, babaw, babbu, bawxata, baxx, benestant, brun, dulur, dwana, falda, fanal, favur, faxx, faxxa, furnar, ġelat, ġeluż, governattiv, grat, gvern, gwapp, gwardabosk, gwardarobba, gwardja, iggrassa, ikkavilla, illuminat, interrogat, inventat, inventur, iżolat, kantat, kanzunetta, kap, kappa, karina, kast, kastanjola, kastig, kastrat, kaxxa, kontrattakk, kor, korda, kostum, kulur, kuluvert, libidinuż, mastrudaxxa, mobbli, molestat, moll, moviment, moxx, muntanja, mużajk, noliġġ, nom, nòmina, nord, novell, novena, parla, parlament, parlamentari, patata, patena, pixxa, poplu, porporat, porpra, port, pronom, pronunzja, pubblikat, rabja, rada, raġġ, ramla, raspa, ronda, rotond, roża, rużell, rużinjol, safra, salut, sever, severament, sitwat, skalz, sklama, stanja, taverna, taxxa, tímidament, timidezza, tir, tirabuxù, tramuntana, tribut, uviera, xabek, xalar, xropp, xutt, żaffran, żahar, żbirr, zokkor

1. ↑  Nota sobre els fonemes:
[ċ] correspon a l'africada palatal sorda que en català es representa amb /tx/
[ġ] és la fricativa palatal sonora (ġelat vol dir 'gelat' i sona igual que en català occidental)
[j] correspon a la [i] consonàntica
[w] correspon a la [u] consonàntica
[x] i [xx] corresponen a la xeix
[ż] equival a la zeta catalana
[z] és com l'africada del mallorquí en mots com ara "etsena" o "pitsina"

Característiques
- La llista mostra les habituals connexions entre el rossellonès i les modalitats insulars del català: 'dolor', 'favor', 'gelós' o 'inventor' hi apareixen amb la tònica endarrerida fins a "u", com en rossellonès.
- També hi trobem col·loquialismes, com ara ammess per 'admès', i fins i tot divergències: 'poble' apareix com a poplu, amb el mateix grup "pl" del barceloní, mentre que pubblicat apareix amb la geminació de l'occidental.
- Altres vegades, cal cercar el contacte en accepcions que no són les que predominen en la llengua actual, com en el cas de żbirr (pronunciat "zbir"), que vol dir "policia": el sentit primigeni d'"esbirro" és justament "algutzir".
- De vegades, la connexió és semàntica, com en porporat per 'cardenal' o agulja (nom en maltès de l'agulla prima, un peix) o kuluvert (l'ànec collverd). La "falda de la muntanya" es diu en maltès falda ta' muntanja, amb les mateixes paraules lèxiques i diferint només en el caràcter semític del connector /ta'/.[16] El mot mastrudaxxa vol dir 'fuster',[17] la qual cosa el lliga semànticament amb el mestre d'aixa català.

### Els noms d'ocell

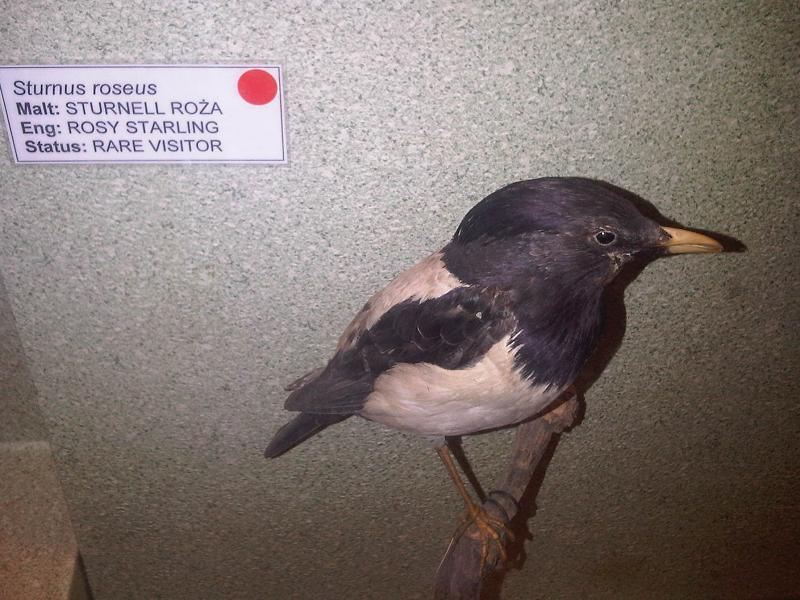
Un sturnell roża (estornell rosat) dissecat al Museu Nacional d'Història Natural de Malta

Arran d'un viatge turístic a l'illa de Malta el 2010, Pere Alzina va descobrir que alguns noms d'ocell en maltès eren molt semblants en català. Aprofundint en l'estudi de la troballa, va arribar a comptabilitzar 14 espècies d'ocell -d'un total de 167 existents a l'illa- el nom de les quals en maltès és probablement d'origen català. A la tardor del 2011 va publicar un article sobre la qüestió a la revista Terminàlia de l'IEC que va tenir una gran repercussió. Segons Alzina, hi ha cinc noms d'ocell maltesos (corresponents a onze espècies diferents d'ocells) que són, molt probablement, d'origen català: sturnell 'estornell', verdun 'verdum', bucaqq 'bitxac', gawija 'gavina' i serra 'bec de serra'. N'hi ha tres més que podrien tenir un origen català, per bé que amb un grau de certesa inferior: kappun 'bitó, capó d'aigua', arpa 'àguila pescadora' i farrug 'gaig blau' (cf. Bec de Ferrutx).
Hi ha uns altres 15 noms d'ocell maltesos que podrien tenir també un origen català difícilment verificable, ja que el nom és similar en una, dues o, fins i tot, en tres de les cinc llengües comparades (català, francès, italià, castellà i anglès), com ara per exemple cikonja, que tant en català com en castellà, francès o italià tenen la mateixa arrel i una fonètica força similar. Així, no és possible dirimir amb absoluta certesa quina és la llengua originària del nom maltès, però aquest dubte és vàlid tant per als noms catalans com per als sinònims francesos, italians o, fins i tot, anglesos. Aquest contingent de noms d'ocell representa el 9% del total. En percentatges absoluts, un 8% dels noms d'ocell maltesos provenen del català amb seguretat i un 17-18%, amb molta probabilitat.
Entre les noms d'ocell maltesos amb orígens ambivalents, Alzina apunta els següents:
- Possible origen català o francès:
  - Sarsella (Anas querquedula): 'cerceta' o 'sel·la' (ca popular) i sarcelle (fr)
  - Kuluvert (Anas platyrrhynchos): 'ànec collverd' (ca) i mallart colvert (fr)
  - Rozinjol (Luscinia megarhynchos): 'rossinyol' (ca) i rossignol (fr)
  - Avultun (Gyps fulvus): 'voltor' o 'vultu' (ca) i vautour (fr)

- Possible origen català o italià:
  - Bekkafik (diverses espècies de moixons insectívors): 'becafigues' (ca popular) i beccafico (it)
  - Capinera (Sylvia atricapilla): 'capnegre' (ca popular) i capinera (it)

- Possible origen català, italià o francès:
  - Cikonja (Ciconia ciconia): 'cigonya' (ca), cicogna (it) i cigogne (fr)
  - Sparvier (Accipiter nisus): 'esparver' (ca), sparviere (it) i épervier (fr)

Finalment, cal tenir present que la llengua catalana només podia haver influït en les espècies comunes i abundants a l'arxipèlag, unes espècies que no superen normalment la seixantena o setantena. Per tant, si només es tinguessin en compte aquestes espècies més abundants, el percentatge d'influència del català s'incrementaria notablement. A parer de Pere Alzina, el fet que actualment pervisqui un 10-15% de noms maltesos d'ocells que tenen un origen català és una dada altament significativa.

### La rosa dels vents
La rosa dels vents en maltès mostra com tots els vents menys un (Migjorn-Nofsinnhar) es diuen pràcticament igual en maltès i en català:
| Majjstral Mestral | Tramuntana         | Grigal Gregal |
| Punent Ponent     |                    | Lvant Llevant |
| Lbic Llebeig      | Nofsinnhar Migjorn | Xlokk Xaloc   |

## Altres empremtes culturals catalanes
A banda de la influència catalana en el lèxic maltès, a Malta hi ha altres similituds amb la cultura catalana. Un dels plats tradicionals maltesos més característic és el hobs biz-zeit, en català 'pa amb oli', que no és altra cosa que el clàssic pa amb tomàquet català, conegut també com a "pa amb oli". Una de les salses més típiques malteses és l'ajjoli, que no és ben bé l'allioli català perquè porta també alfàbrega, menta i altres ingredients. Els plats de stuffat (estofat) i els pots de kunserva són també productes habituals a totes les cuines de Malta.
La indumentària popular tradicional maltesa incloïa la barretina per als homes i la ghonella (gonella) per a les dones, i així apareix reflectit en nombroses obres pictòriques i il·lustracions sobre Malta i les seves gents. Una de les activitats econòmiques més conegudes de Malta des de fa segles, molt típica a l'illa de Gozo, és la producció de puntes de coixí, la qual s'elabora amb coixins cilíndrics i boixets idèntics als que es fan servir al Maresme. Les puntaires malteses són ben conegudes internacionalment.
Per tota l'illa hi ha abundants mostres iconogràfiques de la Senyera catalana, ja que les banderes amb franges grogues i vermelles (no sempre quatre) són molt abundants, tant en escuts de ciutats com en equipaments de clubs de futbol i ornamentació diversa durant esdeveniments culturals i esportius. Popularment, aquesta bandera es coneix com a «Bandera de Sant Jordi». Hi ha altres particularitats de la cultura maltesa que són compartides amb la catalana, com ara la semblança de les processons i els cossos de manaies, l'abundància de molins de vent quasi idèntics als mallorquins, l'ús de la guitarra i el sac de gemecs (Iz-zaqq en maltès) en la música popular, etc.
A Floriana hi ha el barri de Balzunetta, un dels més populars de l'illa, on hi ha una església dedicada a Nostra Senyora de Sarrià. Popularment, hom atribueix l'origen del nom del barri a 'La Barceloneta'.

### Cognoms
La importància del català a Malta es palesa també amb els cognoms maltesos, ja que entre un 15 i un 30% d'aquests són catalans. Alguns exemples són Abella, Amat, Barberà-Barbara, Bonet, Borda, Callus, Cardona, Cassola, Costa, Dalli, Dalmas, Drago, Fava, Formosa, Ferro, Fontana, Florida, Gatt, Grech, Gili/Hili, Laporta, Madiona, Mompalao, Montalto, Montfort, Nuner, Nowell, Oliva, Palma, Petit, Rei, Robert, Ross, Rull/Roull, Saliba, Sant, Soler, Spagnol, Serra, Saura, Torres, Tortell, Turner, Valentí, Ventura, etc.
De vegades, la identificació de cognoms maltesos d'origen català no és tan senzilla com en els exemples anteriors. N'hi ha que queden amagats pel prefix in- o im-, derivat de l'article personal català "En". Entre aquests casos hi ha Ingallines, Indalmau, Ingraw, Imblay o Incardona, fàcilment visibles com a catalans, però n'hi altres de més ocults, com ara Inguanes (documentat també sota les formes antigues d'Eguanez, Unguanez o Denguanez), el qual deriva del cognom català Desguanechs o Guanechs.

### La làpida de 1794
A la capella de l'oratori de l'església de Sant Joan de La Valleta hi ha la làpida sepulcral del Gran Prior de Catalunya Nicolau Abrí Descatllar. L'epitafi resa així:
| « | AQUÍ DESCANSEN LES CENDRES DE FR.NICOLAU ABRI DEZCALLAR GR.PRIOR DE CATALUÑA COMDOR DE ESPLUGA CALVA Y DE BARCELONA PECADOR MISERABLE MORI ALS 21 NOVEM. 1794 | » |